# 이시다역 (후쿠오카현)
이시다역(일본어 : 石田駅)은 일본 후쿠오카현 기타큐슈시 고쿠라미나미구에 위치한 규슈 여객철도 소속 철도역이며, 히타히코산 선의 정차역이다. 규슈 교통 기획에서 위탁으로 관리하는 역이기도 하다.

## 인접 역
| 히타히코산 선 | 히타히코산 선   | 히타히코산 선        |
| ------------- | --------------- | -------------------- |
| 조노 방면     | ■ 히타히코산 선 | 시이코엔 요아케 방면 |